# Bagare Thillmans gård
Bagare Thillmans gård är ett trähus beläget Väst på stan i Umeå. Det är en av få träbyggnader som undkom stadsbranden i Umeå 1888, kanske tack vare sitt gynnsamma läge strax väster om Renmarksbäcken.
Huset byggdes 1871 för bagare K.A. Thillman. År 1886 lät husets ägare, lantmätare Laagergren, bygga ut huset med en salong mot gården. Nästa putsning blev 1940, när träsnidare Emil Sandberg skulpterade en ny dörrport.
Idag rymmer byggnaden privata bostäder. Byggnaden är skyddad enligt Kulturmiljölagen.